# Torres venecianas
Las Torres de acceso al recinto de la Exposición de 1929, más conocidas como torres venecianas, son dos torres gemelas, de carácter ornamental, situadas en la intersección de la avenida de la Reina María Cristina con la plaza de España de Barcelona. Su denominación popular se debe a su similitud con el campanile de San Marcos en Venecia.
Obra de Ramon Reventós, fueron construidas como acceso al recinto de la Exposición Internacional de Barcelona de 1929; actualmente, hacen lo propio con el recinto de Montjuïc de Fira Barcelona. 
Están inscritas como Bien Cultural de Interés Local (BCIL) en el Inventario del Patrimonio Arquitectónico de Cataluña, con el código 08019/1758.

## Características

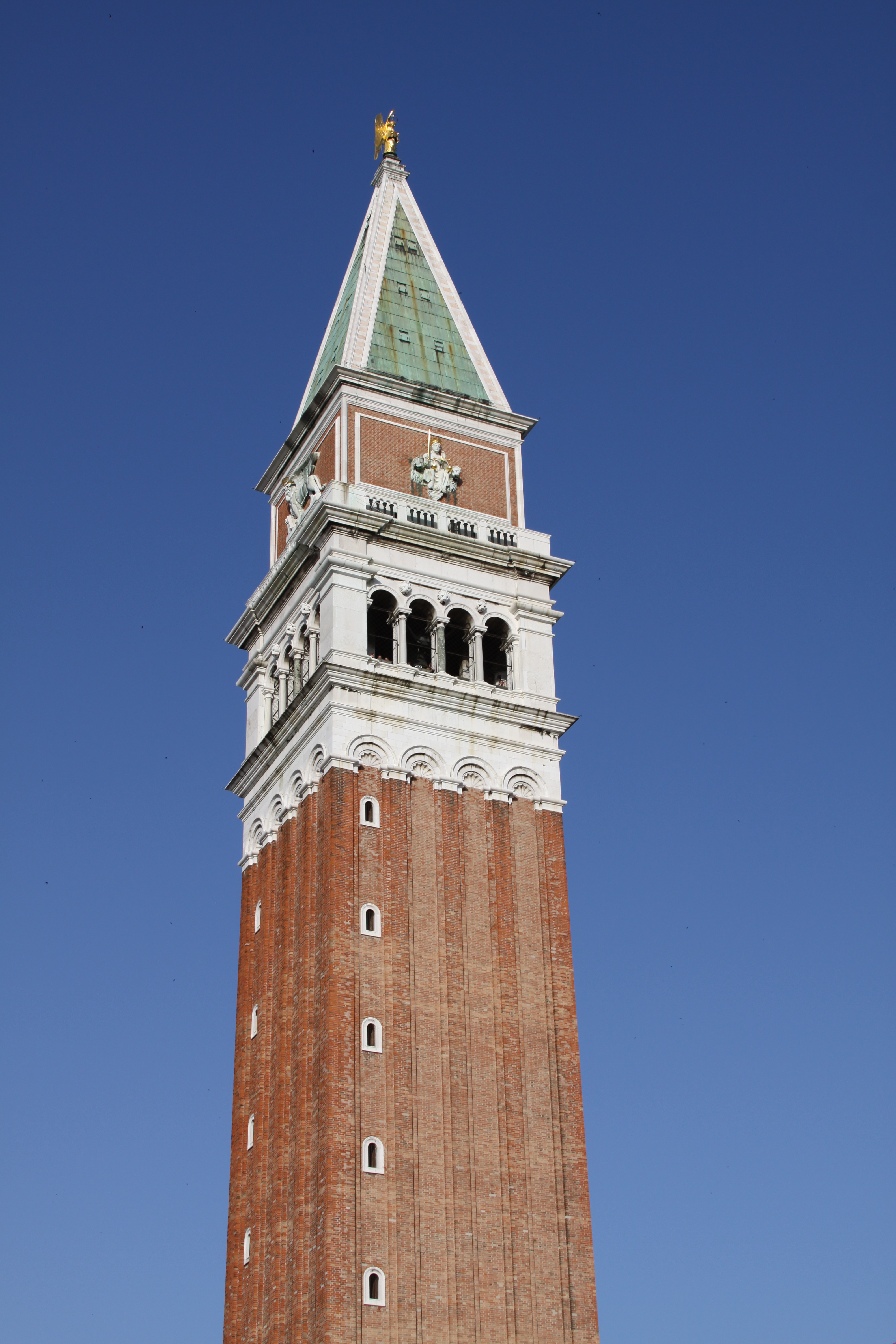
El Campanile de San Marcos en Venecia.

Las dos torres, idénticas, están ubicadas en la embocadura de la avenida de la Reina María Cristina, una en cada acera. De estilo historicista, iconográficamente toman el modelo del Campanile de San Marcos.
De planta cuadrada, las torres tienen una altura de 47 metros, que se divide en cuatro secciones: la base de sillares de piedra artificial, el fuste de ladrillo caravista y una galería superior, formada por columnas de piedra artificial, sobre las que descansa  la cubierta en pabellón de cobre.

## Historia
En 1927 la Junta Directiva de la Exposición Internacional de Barcelona convocó un concurso público para diseñar la entrada al recinto. El 18 de enero de 1928 fue aprobado el proyecto del arquitecto Ramon Reventós, quien ya trabajaba en diferentes obras para la Exposición, como el restaurante de Miramar, el Teatro Griego y el Pueblo Español.
Reventós proyectó una gran explanada frente a los Palacios del Vestido y de Comunicaciones y Transportes —cuyas obras ya estaban iniciadas—, delimitada por una balaustrada que mantenía la estructura de hemiciclo marcada por ambos palacios. Encargó cuatro esculturas para decorar la balaustrada: las Artes y la Industria, de Carles Ridaura; el Comercio, de Enric Monjo; y el Deporte, de Josep Viladomat. Unas amplias escalinatas permitían salvar el desnivel existente entre la explanada y el resto de plaza de España.
Completando el conjunto y como puerta principal de acceso al recinto, Reventós diseñó dos torres gemelas, que rompían el carácter de horizontalidad de los dos palacios adyacentes, y potenciaban el eje de la Avenida de la Reina María Cristina, que une la plaza de España con el Palacio Nacional. Durante la Exposición, la torre oeste centralizó los controles de los juegos de luces y agua de la Fuente Mágica de Montjuic y la otra albergó las sirenas de avisos.

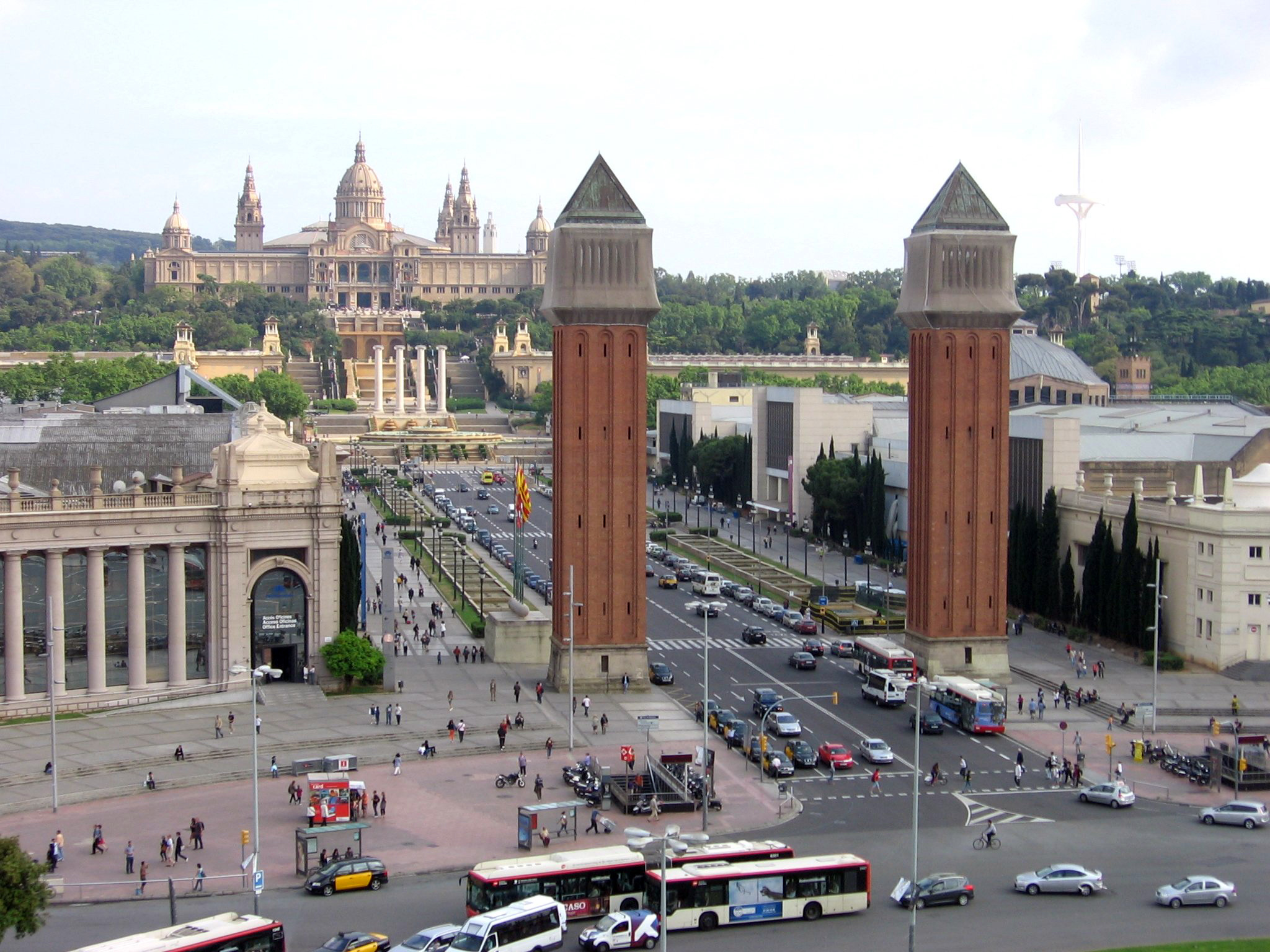
Durante el proceso de restauración

Aunque estaba previsto que ambas torres fueran desmanteladas tras el evento, finalmente se conservaron. La balaustrada y las esculturas fueron retiradas a principios de los años 1970, durante una reurbanización de la plaza de España, tras unas obras en el subsuelo.
En 1985, en el marco de una reforma general del recinto ferial, se llevó a cabo una primera restauración de las torres, incluyendo la reparación de los techos originales. En 2009 una inspección del Ayuntamiento de Barcelona detectó un elevado grado de degradación en ambas torres (humedades, fisuras, grietas y hongos en la madera), que obligó a cubrir las secciones superiores con redes para evitar desprendimientos. Finalmente, entre 2013 y 2014 se llevó a cabo un proceso de rehabilitación, con un coste de 472.000 euros.
Tras la restauración, el 25 y 26 de octubre de 2014 el interior de las torres se abrió al público por primera vez, con motivo del festival 48h Open House Barcelona. Actualmente el interior de las torres es visitable una vez al año, coincidiendo con el citado certamen aquitectónico.